# Yu Gong
El Yu Gong (chino simplificado: 禹贡; chino tradicional: 禹貢) es un capítulo de la sección del Libro de Xia (夏書/夏书) del Libro de Documentos, uno de los Cinco Clásicos de la antigua literatura china. El capítulo describe al legendario Yu el Grande y las provincias de su tiempo. La mayoría de los eruditos modernos creen que fue escrito en el siglo V a. C. o más tarde.

## Contenidos e importancia

Conjectural Mapa de las Nueve Provincias